# Spanische Literatur im Hoch- und Spätmittelalter
Die Anfänge der spanischen Literatur im Hoch- und Spätmittelalter entwickelten sich im Spannungsfeld von lateinischer, westgotischer, arabischsprachiger und jüdisch-hebräischsprachiger Kultur. Durch die 800-jährige muslimische Herrschaft über al-Andalus, das große Teile der iberischen Halbinsel umfasste, und die Convivencia – das Nebeneinander der Kulturen, die jedoch seit dem 12. Jahrhundert verstärkt in Kontakt traten – war der  Literaturbetrieb von Multikulturalismus und einer großen Übersetzungstradition geprägt. So verdanken wir beispielsweise der Übersetzerschule von Toledo den Erhalt vieler griechischer Werke (z. B. den vollständigen und authentischen Aristoteles), die dem christlichen Glauben zum Opfer gefallen waren und nun über das Arabische wieder ins Lateinische sowie später ins Kastilische (unter Alfonso el Sabio) zurückkehren konnten.
Die ersten Sprachdenkmäler in spanischer Volkssprache waren einfache Glossen (Kommentare zu religiösen Texten) aus dem 10. Jahrhundert aus dem Klöstern San Millán de la Cogolla und Silos. Die ersten überlieferten Werke der Lyrik waren Chardschas (Jarchas) in Aljamiado-Schreibweise. Der erste namentlich bekannte spanische Autor war der Kleriker Gonzalo de Berceo (um 1198 – 1264), der in San Millán Heiligenviten und Wundertaten (milagros) der Jungfrau Maria in volkssprachlichen Versen verfasste.
Von der Heldenepik ist nur ein Werk (und auch nicht vollständig) erhalten: der Cantar del Mio Cid (um 1200), der auf eine lateinische Quelle zurückgeht.
Erwähnenswert ist auch der französische Einfluss auf die Dichtung der Gelehrten, welche zwischen 1230 und 1260 zu einer kurzen Blütezeit fand. Dies wird deutlich, betrachtet man beispielsweise den mester de clerecía, ein vierzeiliger, meist vierzehnsilbiger Reim mit festem Regelwerk.
Neben der Lyrik entwickelte sich auch die spanische Prosa unter starkem Einfluss aus dem Ausland. Das erste Prosawerk in kastilischer Sprache, Kalila und Dimna, ist eine Übersetzung aus dem Arabischen und dient zur Unterhaltung einer anspruchsvollen Gelehrtenschicht. Diese Erzählweise stammt aus dem orientalisch-indischen Raum und schaffte so seinen Einzug in die abendländische Literatur.
Während in England und Deutschland der Ritterroman zu seiner Blüte fand, befasste sich Spanien nur am Rande mit den Liebes- und Kampferfahrungen der Noblesse: der Caballero Zifar mischt Abenteuer mit Religiosität und vermeidet unchristliche Verhaltensmuster.

## Lyrik
Die Anfänge der höfischen Lyrik auf der iberischen Halbinsel finden sich beispielsweise cantigas de amor und cantigas de amigo auf Galicisch und Portugiesisch. Mit der Abspaltung Portugals beginnt dann die Lyrik Kastiliens.
El romance gilt als Hauptgattung der spanischen Lyrik. Es ist ein strophisch nicht gegliedertes Gedicht, das meist nur zwölf, selten aber auch einige hundert Strophen einnimmt. Die Sechzehnsilber haben meist eine deutliche Mittelzäsur. Wichtig werden in der Mitte des 15. Jahrhunderts die Romanceros, Sammlungen der romances in Buchform. Die Romanceros des 15. Jahrhunderts enthalten hauptsächlich zwei lyrische Gattungen, die canción und den decir. In dieser Epoche wird auch das ursprünglich italienische Sonett durch den Marqués de Santillana in der kastilischen Literatur eingeführt.

## El libro de buen amor
Mit dem spanischen Hochmittelalter verbindet die Literaturwissenschaft stets El Libro de buen amor, ein Werk, das selbst heute noch gerne gelesen wird. Die Spannung und der Witz dieser – im Gegensatz zu Dantes divina commedia - „menschlichen“ Komödie haben die Jahrhunderte überdauert. Die Autorschaft der Texte ist nicht eindeutig geklärt, die literarische Fiktion nennt Juan Ruiz, Erzpriester von Hita, als Autobiographen. Der Autor erzählt Episoden aus seinem Leben, Fabeln, derb-erotische Serranillas und christliche Lobpreisungen. Der Haupttext ist im mester de clerecía, die Einschübe sind in variierenden Reimschemen abgefasst.

## Prosadichtung
Das spanische Exportprodukt mit europaweitem Erfolg, die novelas sentimentales, waren zumeist handlungsarme Texte mit Hang zur Sentimentalität, in denen die Liebe und das Innenleben der Protagonisten einer genauen Analyse unterzogen wurden. Die fast immer abstrakte Handlung spielt im Umfeld des Hofes und führt entweder zu verzweifelter Frustration oder dem sich-verbrauchen der Liebe in einer Katastrophe. Nach einhelliger Forschungsmeinung kann man noch nicht von Romanen im aktuellen Sinne sprechen.
Der berühmteste Text dieser Richtung ist Cárcel de amor von Diego de San Pedro.

## La Celestina
La Celestina ist eines der spanischen Werke, das den Sprung in den Kanon der Weltliteratur geschafft hat. Ursprünglich nannte sich das Werk tragicomedia de Calisto y Melibea. Dies deutet bereits auf die romantisch-tragische Handlung hin. Das Buch lässt sich nicht in eine spezielle Gattung einordnen. Zunächst ähnelt es einem Theaterstück, aber eine Bühne die der Komplexität des Werkes gerecht werden könnte, gab es um 1500 noch nicht. Daher vermutet man, dass das Werk in einer Gruppe mit verteilten Rollen gelesen wurde. Daher auch der Name novela dialogada.